# Pawieł Pierapiechin
Pawieł Wiktarawicz Pierapiechin, błr. Павел Віктаравіч Перапехін, ros. Павел Викторович Перепехин - Pawieł Wiktorowicz Pieriepiechin (ur. 4 marca 1978 w Mińsku) – białoruski hokeista, trener hokejowy.

## Kariera zawodnicza
- Junost' Mińsk (1995-1998)

W czasie kariery zawodniczej występował w Junosti Mińsk. W barwach Białorusi uczestniczył w turnieju mistrzostw Europy juniorów do lat 18 w 1996.

## Kariera trenerska
- Dynama 2 Mińsk (2003-2004, 2005-2008), główny trener
- Reprezentacja Białorusi do lat 19 (2006/2007), główny trener
- HK Szynnik Bobrujsk (2009/2010), asystent trenera
- Reprezentacja Białorusi do lat 18 (2009/2010), asystent trenera
- HK Szachcior Soligorsk (2009/2010, 2010/2011), asystent trenera
- Reprezentacja Białorusi do lat 20 (2011/2012), asystent trenera
- Reprezentacja Białorusi do lat 20 (2012/2015), główny trener
- HK Szachcior Soligorsk (2011-2013), główny trener
- Dynama-Szynnik Bobrujsk (2014-2015), główny trener
- Junost' Mińsk (2015-2018), trener w sztabie
- Reprezentacja Białorusi do lat 18 (2017-2018), główny trener
- Białoruś do lat 18 (2017/2018), główny trener
- Reprezentacja Białorusi do lat 20 (2018-2019), asystent trenera
- Reprezentacja Białorusi (2018-2019), asystent trenera
- Dynama Mińsk (2019-2022), asystent trenera

Po zakończeniu kariery zawodniczej został szkoleniowcem hokejowym. Prowadził zespół rezerwowy Dynama Mińsk, a w sezonie KHL (2009/2010) był asystentem trenera pierwszej drużyny. Później pracował w klubach z Bobrujska i Soligorska. Równolegle był szkoleniowcem kadr juniorskich Białorusi. Jako pierwszy trener prowadził reprezentację do lat 19 na turnieju mistrzostw świata w 2007, był asystentem trenera kadry do lat 18 podczas turnieju mistrzostw świata juniorów do lat 18 w 2010 (spadek z Elity), a następnie pracował z kadrą do lat 20 uczestnicząc w turniejach mistrzostw świata juniorów do lat 20 w 2012 (jako asystent), 2013, 2014, 2015 (I trener). Był trenerem juniorskiego zespołu Dynama-Szynnik Bobrujsk, prowadząc go w sezonie MHL (2014/2015) rosyjskich rozgrywek MHL. W październiku 2015 dołączył do sztabu szkoleniowego macierzystej Junostii. W sezonie 2017/2018 objął stanowisko głównego trenera kadry Białorusi do lat 18, prowadził zespół drugiej lidze białoruskiej oraz w turnieju mistrzostw świata juniorów do lat 18 edycji 2018. W lipcu 2019 wszedł do sztabu Dynama Mińsk.

## Sukcesy
Szkoleniowe reprezentacyjne
- Awans do MŚ do lat 20 Elity: 2015

Szkoleniowe klubowe
- Złoty medal mistrzostw Białorusi: 2016 z Junostią Mińsk
- Srebrny medal mistrzostw Białorusi: 2017 z Junostią Mińsk